# Cảnh Đức Trấn
Cảnh Đức Trấn (tiếng Trung: 景德镇市 bính âm: Jǐngdézhèn Shì, Hán-Việt: Cảnh Đức Trấn thị) là một địa cấp thị của tỉnh Giang Tây, Trung Quốc. Dân số Cảnh Đức Trấn năm 2006 ước tính 311.200 người. Thành phố này được mệnh danh là "thủ đô gốm sứ" do ở đây là nơi sản xuất gốm sứ có chất lượng với lịch sử 1700 năm. 

## Hành chính
Cảnh Đức Trấn được chia ra làm 4 đơn vị hành chính cấp huyện, bao gồm 2 quận, 1 thành phố cấp huyện và 1 huyện
- Quận: Xương Giang (昌江区), Châu Sơn (珠山区)
- Thành phố cấp huyện: Lạc Bình (乐平市)
- Huyện: Phù Lương (浮梁县)

29°17′28″B 117°12′30″Đ / 29,29111°B 117,20833°Đ